# Libellus
Libellus ist das lateinische Wort für „Büchlein, Heft, lose gefaltete Blätterlage“ (Plural libelli). Es bezeichnete auch kleine, zur öffentlichen Bekanntmachung bestimmte Schriften und Abhandlungen (Traktate), die auf wenigen Seiten Platz fanden.
Es bildet bei nachantiken lateinischsprachigen Schriften oft einen Teil des heute üblichen Titels.

## Beispiele
- Libellus de Antichristo (954), siehe Adso von Montier-en-Der
- Libellus de institutione Herveldensis ecclesiae (um 1073), siehe Lampert von Hersfeld
- Libellus de conservatione ecclesiae Sancti Dionysii, siehe Suger von Saint-Denis
- Libellus de dictis quatuor ancillarum sanctae Elisabeth confectus, Bericht der vier sogenannten Dienerinnen (Guda, Isentrud von Hörselgau und zwei weitere Spitalschwestern) über das Leben und Wirken der Elisabeth von Thüringen
- Libellus Monasteriensis de miraculis sancti Liudgeri (um 1170), siehe Liudger
- Libellus septem sigillorum , siehe Tilo von Kulm
- Libellus inquisitionis veri et boni (1436), siehe Nikolaus von Kues
- Libellus de quinque corporibus regularibus, siehe Piero della Francesca
- De origine, situ, moribus et institutis Norimbergae libellus (1502), siehe Conrad Celtis[2]
- Libellus de praeclaris picturae professoribus (1505), siehe Johannes Butzbach
- Libellus de natura animalium (1508), siehe Bestiarium
- im Deutschen: Libellvertrag (1604), siehe Zug (Stadt)
- Libellus de vita beata (1609), siehe Valentin Weigel
- De ecclesiastica et politica potestate libellus (1611), siehe Jansenismus
- Libellus disputatorus (1618), siehe Valentin Weigel
- Libellus apologeticus (1624), siehe Jakob Böhme
- Libellus dialogorum, sive colloquia, nonnullorum Hermeticae medicinae, ac tincturae universalis (1663), siehe Johann Rudolph Glauber
- Libellus Toldos Jeshu (1681), siehe Johann Christoph Wagenseil
- Libellus ignium (1703), siehe Johann Rudolph Glauber
- Libellus de incredibilibus Graece (1772), siehe Palaephatus